# Otar Gordeli
Otar Gordeli, né le 18 novembre 1928 et mort en 1994, est un compositeur géorgien. Né à Tbilissi, il suit des études au conservatoire d'État de Tbilissi

## Œuvres
- 1950 : Quintette avec piano
- 1952 : Concerto pour piano en ut mineur, op. 2 : LP Melodiya D 015189-90: Moscow Radio SO, A. Gauk (cond), A. Iokheles (piano)
- Festivities Overture
- 1959 : Concertino pour flûte et orchestre : LP Melodiya D 015189-90: Moscow Radio Orchestra, Y. Svetlanov (cond), A. Korbeyev (flûte)
- 1960 : Sonate pour piano
- Autres : Chœurs, musique de scène, musique instrumentale, romances.